# Jütrichau

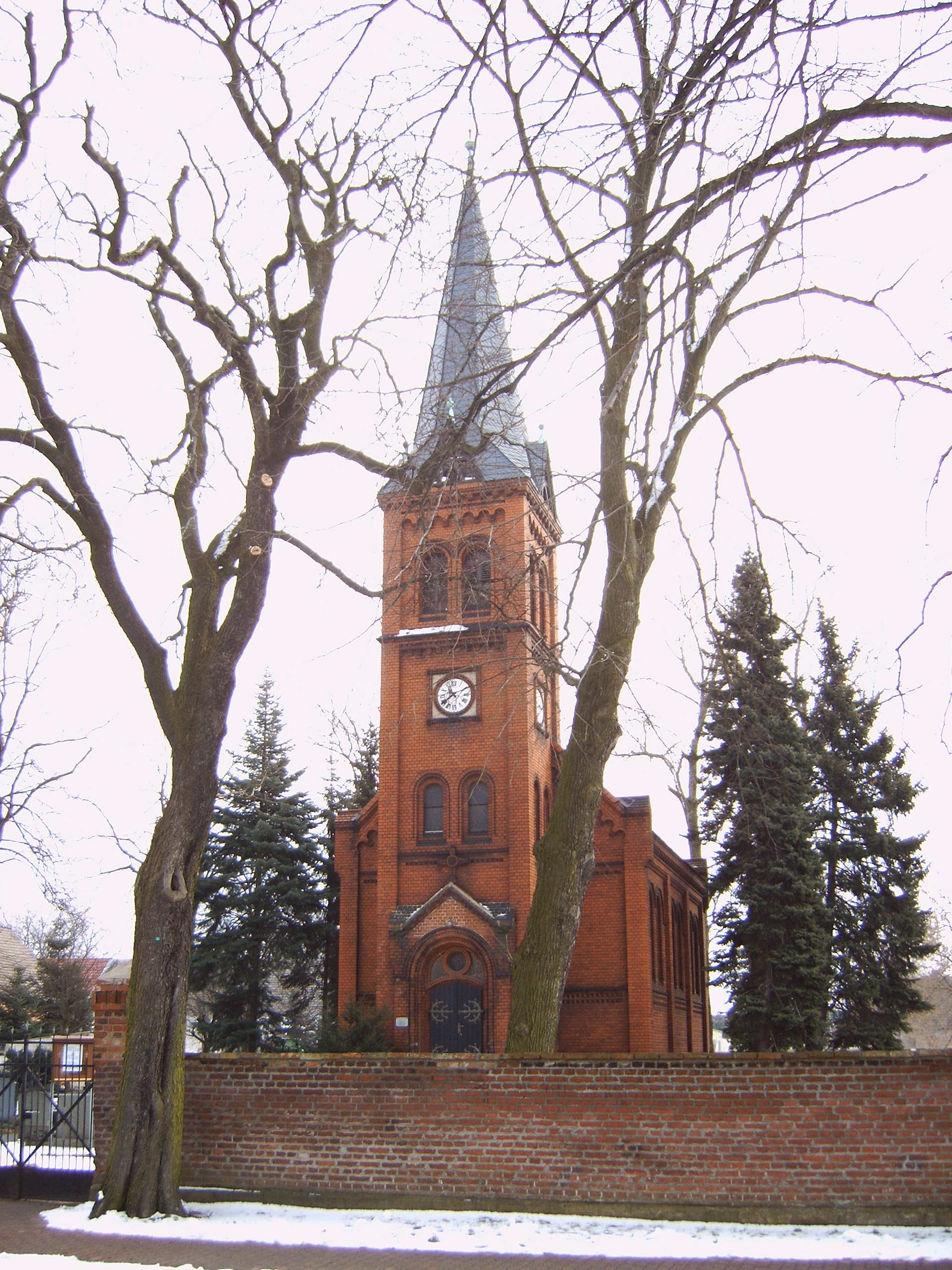

Jütrichau is een plaats en voormalige gemeente in de Duitse deelstaat Saksen-Anhalt, en maakt deel uit van de Landkreis Anhalt-Bitterfeld.
Jütrichau telt 521 inwoners.